# تيد هينتون
تيد هينتون (بالإنجليزية: Ted Hinton)‏ (20 مايو 1922 في المملكة المتحدة - 11 أكتوبر 1988 ببلفاست في المملكة المتحدة) هو لاعب كرة قدم بريطاني (وحمل سابقاً جنسية المملكة المتحدة لبريطانيا العظمى وأيرلندا) في مركز حراسة المرمى. شارك مع منتخب أيرلندا الشمالية لكرة القدم. أما مع النوادي، فقد لعب مع غلينتوران وليسبورن ديستليري ونادي فولهام ونادي ميلوول ونادي بيليمينا يونايتد ونادي بانغور.

## وصلات خارجية
- تيد هينتون على موقع قاعدة بيانات كرة القدم.إي يو (الإنجليزية)